# Hancheng

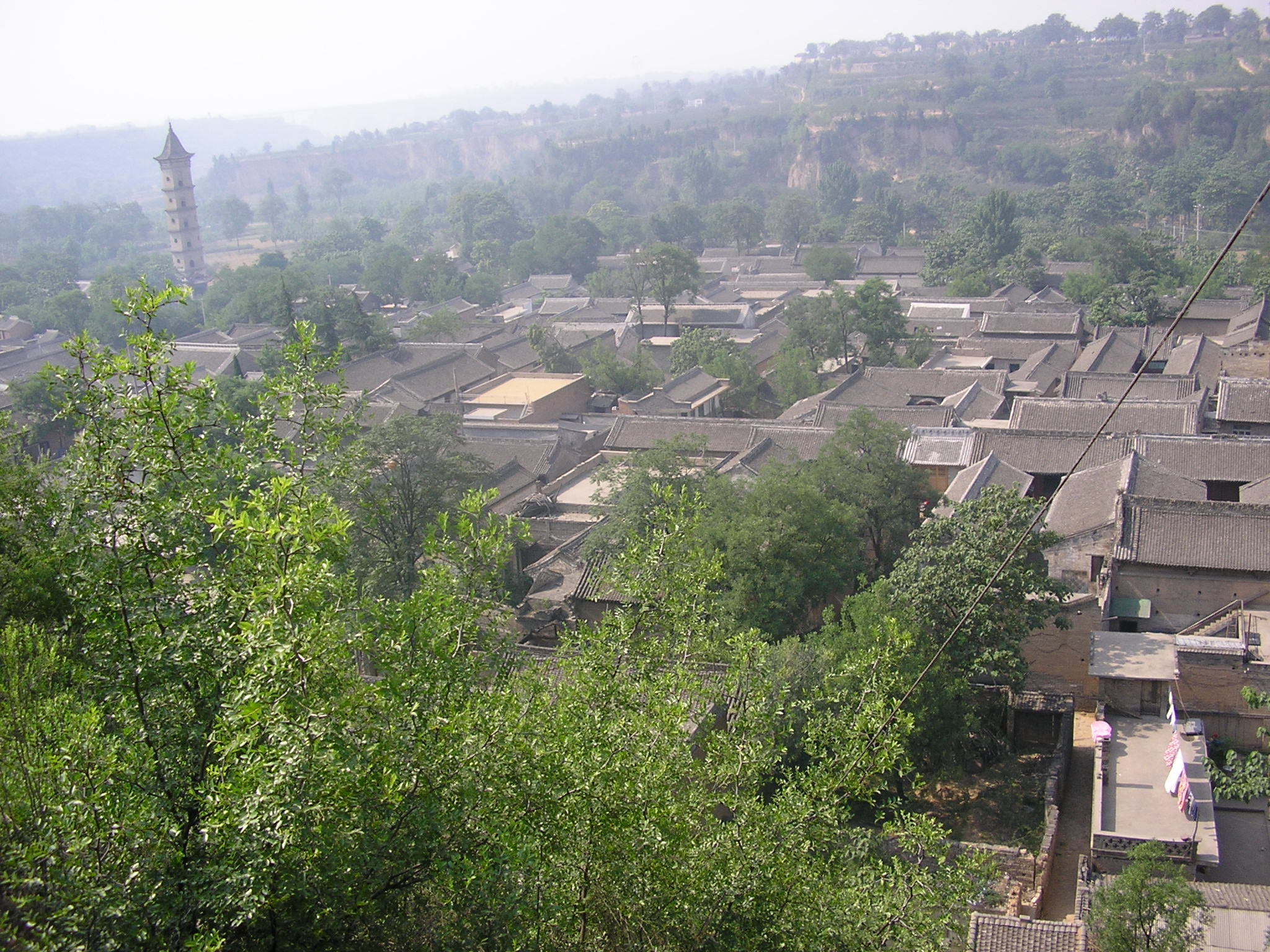
Le village de Dangjiacun près de Hancheng.

Hangcheng (韩城 ; pinyin : Hánchéng) est une ville de la province du Shaanxi en Chine. C'est une ville-district placée sous la juridiction administrative de la ville-préfecture de Weinan.

## Démographie
La population du district était de 373 755 habitants en 1999.